# Dragan Primorac

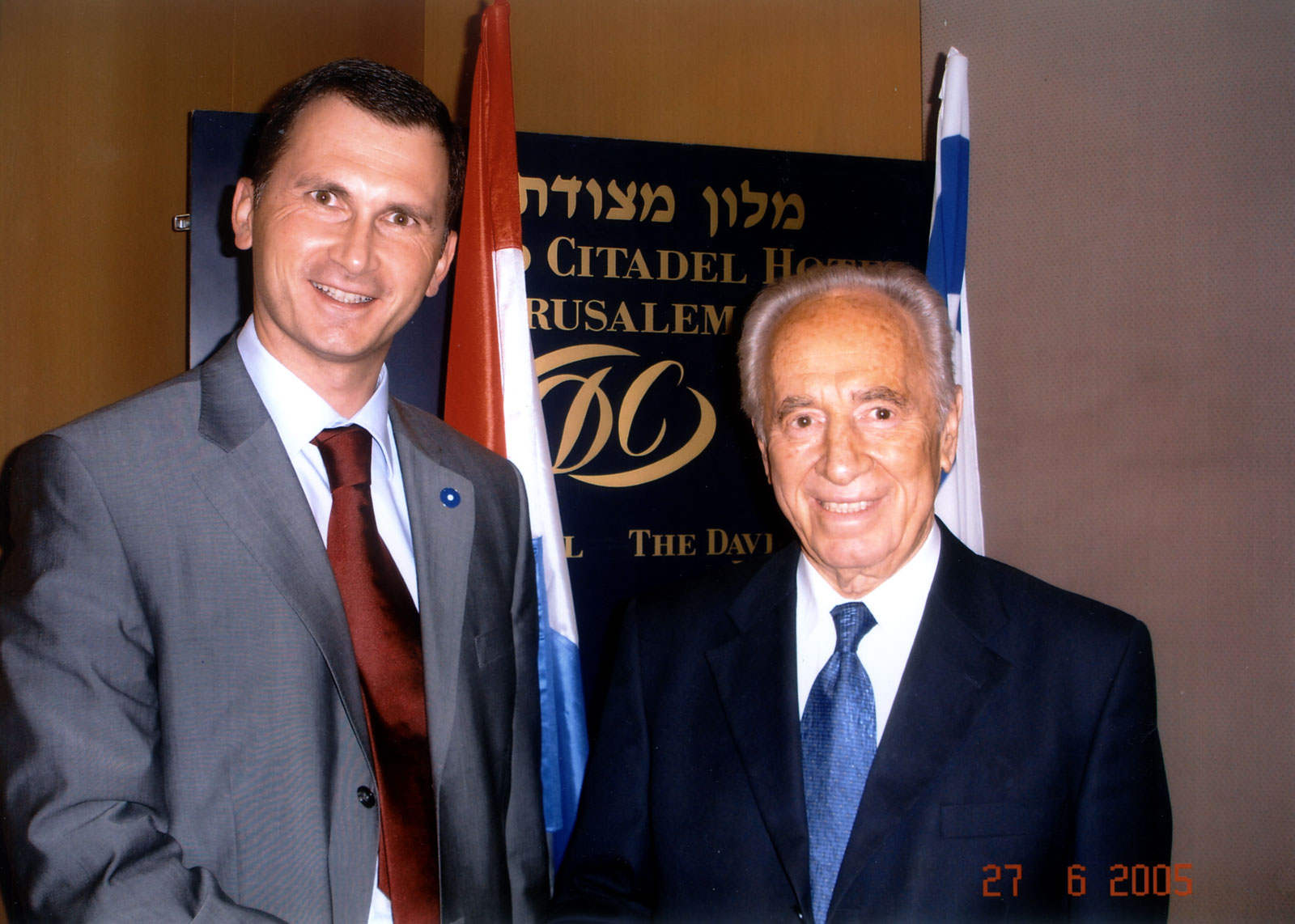
Dragan Primorac z prezydentem Izraela Szimonem Peresem

Dragan Primorac (ur. 7 czerwca 1965 w Banja Luce) – chorwacki lekarz, genetyk i pediatra, minister nauki, edukacji i sportu w latach 2003–2009, dwukrotny kandydat w wyborach prezydenckich.

## Życiorys

### Wykształcenie i działalność zawodowa
W latach 1986–1991 studiował medycynę na Uniwersytecie w Zagrzebiu. Od 1998 do 2002 brał udział na tej samej uczelni w akademickim programie z dziedziny pediatrii. W 1997 uzyskał doktorat na Uniwersytecie w Zagrzebiu.
Specjalista w zakresie pediatrii oraz medycyny sądowej. W latach 1991–1996 pracował w centrum medycznym na University of Connecticut w Farmington w USA. Odbył również szkolenia w laboratorium medycyny sądowej policji w Meriden (1994), w instytucie patologii (AFIP) w Rockville (1997), w centrum badań genetycznych w Denver (1997) oraz w szpitalu dziecięcym przy Allegheny College w Meadville (1998).
W latach 1994–2003 był dyrektorem założonego przez siebie laboratorium genetyki klinicznej i sądowej oraz oddziału patologii i medycyny sądowej przy szpitalu klinicznym w Splicie. W 2000 przewodniczył europejskiej grupie zajmującej się zatwierdzaniem nowych procedur i technologii w genetyce sądowej. Od stycznia do listopada 2003 pełnił funkcję dyrektora polikliniki w Zagrzebiu.
Zajął się również działalnością akademicką. Od 1998 do 2001 był asystentem w szkole medycznej Uniwersytetu w Splicie. W 2003 został tam asystentem profesora. W latach 2003–2006 był asystentem profesora, a w został 2006 profesorem w szkole medycznej Uniwersytetu w Osijeku. Udzielał wykładów na Uniwersytecie w Zagrzebiu oraz na Università degli Studi di Verona.
Uzyskiwał członkostwo w różnych organizacjach medycznych, m.in. w chorwackim towarzystwie genetyki człowieka (1997), amerykańskiej akademii medycyny sądowej (1998), amerykańskim towarzystwie genetyki człowieka (1998). Powoływany w skład instytucji publicznych, takich jak rządowy komitet do spraw osób zaginionych (1999), komitetu do spraw technologii przy resorcie nauki i technologii (2001), komitet do spraw biochemii przy ministerstwie zdrowia (2002). Autor licznych publikacji o tematyce medycznej.

### Działalność polityczna
23 grudnia 2003 Dragan Primorac objął stanowisko ministra nauki, edukacji i sportu w rządzie Iva Sanadera. 12 stycznia 2008 zachował tę funkcję w drugim gabinecie tego samego premiera. W międzyczasie we wrześniu 2007 wstąpił do Chorwackiej Wspólnoty Demokratycznej (HDZ). W wyborach parlamentarnych w tym samym roku został wybrany do na posła do Zgromadzenia Chorwackiego VI kadencji w okręgu obejmującym chorwacką diasporę, jednak mandatu nie objął w związku z pozostaniem na urzędzie ministra. Z rządu odszedł 6 lipca 2009. Zrezygnował wówczas z prawa objęcia mandatu poselskiego.
W listopadzie 2009 ogłosił swój start w wyborach prezydenckich w następnym miesiącu jako kandydat niezależny. W pierwszej turze głosowania zajął 6. miejsce wśród 12 kandydatów, zdobywając 5,93% głosów.
W grudniu 2024 został zarejestrowany jako kandydat w wyborach prezydenckich w tym samym miesiącu; poparcie udzieliła mu HDZ, a także jej koalicjanci rządowi i parlamentarni. W pierwszej turze głosowania otrzymał 19,35% głosów, zajmując drugie miejsce wśród 8 kandydatów. Przeszedł do drugiej tury wraz z ubiegającym się o reelekcję Zoranem Milanoviciem (który dostał 49,09% głosów). W drugiej turze z 12 stycznia 2025 dostał 25,32% głosów, przegrywając tym samym ze swoim konkurentem.

## Życie prywatne
Dragan Primorac jest żonaty, ma dwoje dzieci.